# Clan Takeda

Le mon du clan Takeda.

Le clan Takeda (武田氏, Takeda-shi) était l'une des plus puissantes familles de daimyos.

## Histoire
La puissance de cette famille est en réalité beaucoup plus ancienne. Cette famille est une branche des princes Minamoto, descendant directement de l'Empereur Seiwa (850-880) et du prince Minamoto no Yoriyoshi (998-1082). Minamoto no Yoshikiyo (1163 ap. J.-C.) sera le premier à utiliser le nom de Takeda, du shōen (« grand domaine ») de Takeda, dans la province de Kai.
Au XIIe siècle, à la fin de la période Heian, la famille Takeda contrôle la province de Kai, et ceux que l'on nomme dans les récits de l'époque les Kai Genji (c'est-à-dire les « Minamoto de la province de Kai »), sont les Takeda. En 1180, lors de la guerre de Gempei, le ralliement des Takeda et des Nitta à la cause de leur cousin Minamoto no Yoritomo sera un tournant décisif, ces familles apportant leur propre armée de 20 000 soldats chacune.
Nobumitsu Takeda (1162-1248) recevra la province d'Aki après la guerre de Shokyu (1221). Du XIIIe au XVIe siècle, les Takeda contrôlent trois provinces (Kai pour la branche aînée, Wakasa et Aki pour la seconde branche), avec le titre prestigieux de shugo.
En 1415, ils aident à réprimer la rébellion de Uesugi Zenshū. Ashikaga Mochiuji, le seigneur d'Uesugi et l'homme contre qui la rébellion était organisée, lança des représailles contre les Takeda, ce qui amorça la longue rivalité entre le clan Uesugi et celui de Takeda, qui durera environ cent cinquante ans.
Harunobu Takeda, qui prendra plus tard le nom de Shingen, succède à son père Nobutora en 1540, devenant seigneur de Kai et commençant rapidement une politique d'expansion. Même s'il affronte le clan Hōjō un certain nombre de fois, la plupart de son expansion se fait en direction du nord, où il mène ses plus célèbre batailles, contre Kenshin Uesugi.
Takeda Shingen décidera par la suite d'étendre ses terres, notamment dans la province de Shinano, d'où, à la suite d'une guerre, ils chassa le clan Murakami du nord de la province.
Shingen est célèbre pour son génie tactique et ses innovations, même si certains historiens ont affirmé que ses tactiques n'étaient ni particulièrement impressionnantes, ni révolutionnaires. Quoi qu'il en soit, Shingen est surtout célèbre pour son utilisation de la charge de cavalerie. Jusqu'au milieu du XVIe siècle et l'arrivée au pouvoir de Shingen, les samouraïs montés étaient surtout des archers. Il y avait déjà à l'époque une tendance à plus utiliser des grandes armées basées sur l'infanterie, comprenant un grand nombre d'archers à pied. Dans le but de se débarrasser de ces troupes à longue portée, Shingen transforme ses samouraïs montés d'archers en lanciers, et utilise la charge de cavalerie avec des effets dévastateurs à la bataille de Mikata ga Hara en 1572. La puissance de la nouvelle tactique de Shingen devient rapidement si célèbre que l'armée Takeda est bientôt connue sous le nom de kiba gundan (騎馬軍団, l'« armée montée »). Certains les appellent même les shinshutsu kibotsu (神出鬼没), ou « diables sacrés ».
Shingen meurt en 1573 à l'âge de 53 ans, probablement d'une blessure par balle. Son fils Katsuyori, moins bon stratège, lui succède, mais est vaincu par Oda Nobunaga, d'abord à la bataille de Nagashino en 1575 puis à la bataille de Tenmokuzan en 1582.
Le kōshū hatto composé au cours du XVe siècle est le code de loi du clan Takeda, et le Kōyō Gunkan, principalement compilé par Masanobu Kōsaka au milieu du XVIe siècle, est une chronique de l'histoire du clan et un traité sur les innovations de Shingen en matière de tactique.

## Descendance
Le nom de Takeda est toujours un patronyme très répandu, mais il est très improbable que tous ceux qui portent actuellement ce nom descendent de cette maison.
En fait, pratiquement tous les réels descendants des Takeda portent un nom différent du moment qu'ils s'éloignent de la lignée principale. Plusieurs familles de daimyos de la période Tokugawa (1603-1868) portant un nom différent, sont en réalité des Takeda.
En 1868 ces familles de daimyos sont : 
- les Matsumae, descendants de Kuninobu Takeda, sont daimyos du fief du même nom (l'unique domaine seigneurial de l'île de Hokkaido, de fait le domaine le plus vaste du Japon) ;
- les Nambu, descendants de Mitsuyuki Takeda, divisés en deux branches : les daimyos de Morioka, et ceux de Hachinohe au nord du Japon (province de Mutsu). Le nom de Nambu vient du domaine du même nom, dans la province de Kai ;
- les Yanagizawa, descendants de Takeda Nobuyoshi, divisés en trois branches : les daimyos de Kôriyama (province de Yamato), ceux de Kurokawa et ceux de Mikkaichi (province d'Echigo) ;
- les Goto, descendants de Nobuhiro Takeda, sont daimyos du domaine du même nom à l'ouest de Kyushu (province de Hizen) ;
- les Ogasawara, descendants de Nagakiyo Takeda (1162-1242), qui prendra le premier le nom d'Ogasawara, sont divisés en cinq branches : les daimyos de Kokura, ceux de Chikuza (province de Buzen), ceux de Ashi (province de Harima), ceux de Karatsu (province de Hizen) et ceux de Katsuyama (province d'Echizen) ;
- deux branches portant le nom de Takeda figurent parmi les kōke (littéralement « les grandes familles »), qui recevaient une pension des Tokugawa et avaient des missions privilégiées qui leur étaient réservées ; avec d'autres grandes familles dépossédées comme les Hatakeyama, les Imagawa, les Otomo, etc.[Quoi ?]

## Membres importants du clan Takeda
- Nobutora Takeda : père de Shingen.
- Shingen Takeda : un des seigneurs de guerre les plus connus du Japon, Shingen a énormément étendu ses domaines et est devenu l'une des plus grands puissances de l'époque.
- Katsuyori Takeda : fils de Shingen, Katsuyori a commandé les troupes de son père après sa mort, mais a bientôt vu la chute de son clan.
- Nobufusa Baba : stratège du clan Takeda et de Nobutora, meurt à la quatrième bataille de Kawanakajima.
- Takeda Sōkaku : propagateur du daitōryū aikijūjutsu, art martial samouraï du clan Takeda.